# バンド間遷移
バンド間遷移（バンドかんせんい）は、価電子帯と伝導帯との間の遷移のことである。

## 概要
バンド間遷移とは、半導体や絶縁体における荷電子帯の電子がエネルギーを吸収して伝導帯へと励起されること、またはその逆で伝導帯に励起された電子が荷電子帯へと緩和することである。

## 直接遷移と間接遷移
荷電子帯の最上部と伝導帯の最下部の波数が等しい場合のバンド間遷移を直接遷移と呼び、異なる場合を間接遷移と呼ぶ。直接遷移では波数のやりとりがないが、間接遷移にはある。